# Giovanni Magherini Graziani
Pour les articles homonymes, voir Graziani.
Ne doit pas être confondu avec Giovanni Graziani.
Giovanni Magherini Graziani (né à Figline Valdarno en 1852 et mort à Città di Castello le 23 janvier 1924) est un historien de l'art, philologue et écrivain italien.

## Biographie
Homme de culture profonde et particulièrement enclin aux études de recherche historique, chercheur et connaisseur des souvenirs de Città di Castello, qu'il considérait comme sa seconde patrie, il épousa la comtesse Maddalena Libri Graziani, des comtes Libri de Florence et les comtes Graziani de Città di Castello, en acquérant le titre et le nom de famille.
Les études et les recherches de Giovanni Magherini Graziani étaient principalement orientées vers l'histoire de l'art. En effet, il a publié une monographie sur Masaccio et une sur Raphaël, ainsi qu'une Histoire artistique de Città di Castello. Il s'intéressait aussi à l'histoire locale et aux traditions folkloriques, en donnant aux estampes, entre 1890 et 1900, une Histoire de Città di Castello en trois volumes et, en 1910, la collection de légendes et d'histoires folkloriques de la tradition du Valdarno In Valdarno (contes toscans).
Passionné de théâtre, en 1894, il fait jouer par le Théâtre Illuminati de Città di Castello sa comédie intitulée Chi stuzzica il can che giace. Il a également été le promoteur de la Philharmonie et de la Mutual Aid Workers Society de Città di Castello. 
Giovanni Magherini Graziani est mort à Città di Castello le 23 janvier 1924.

## Publications
- Le Diable, mœurs toscanes (Il diavolo, novelle valdarnesi), préface par Henry Cochin, 1886, Plon, Paris[2].
- Casentino: impressioni e ricordi, 1884.
- In Valdarno (racconti toscani), 1910.
- Masaccio: Ricordo delle onoranze, 1904.
- L'arte a Città di Castello, 1897.
- Storia di Città di Castello, 3 volumes, 1890-1912.
- Michelangiolo Buonarroti, 1871.
- Raffaello Sanzio, 1927.
- Chi stuzzica il can che giace (théâtre), 1894.
- Fioraccio, Gianni Pilo, Newton & Compton, réédition 1997.
- Il libro del comando, Marino Solfanelli Editore, réédition 1990.
- Lo specchietto, Marino Solfanelli Editore, réédition 1990.
- San Cerbone, Newton & Compton, réédition 2002.